# Guttinadu, Chitradurga
Guttinadu là một làng thuộc tehsil Chitradurga, huyện Chitradurga, bang Karnataka, Ấn Độ.